# Daniel Wass
Daniel Wass (sinh ngày 31 tháng 5 năm 1989) là một cầu thủ bóng đá chuyên nghiệp người Đan Mạch thi đấu ở vị trí tiền vệ hoặc hậu vệ cho câu lạc bộ Brøndby tại Danish Superliga và đội tuyển quốc gia Đan Mạch.

## Thống kê sự nghiệp

### Câu lạc bộ
Tính đến ngày 29 tháng 8 năm 2022
| Club               | Season       | League           | League | League | National Cup | National Cup | League Cup | League Cup | Europe | Europe | Other | Other | Total | Total |
| Club               | Season       | Division         | Apps   | Goals  | Apps         | Goals        | Apps       | Goals      | Apps   | Goals  | Apps  | Goals | Apps  | Goals |
| ------------------ | ------------ | ---------------- | ------ | ------ | ------------ | ------------ | ---------- | ---------- | ------ | ------ | ----- | ----- | ----- | ----- |
| Brøndby            | 2007–08      | Danish Superliga | 13     | 0      | —            | —            | —          | —          | —      | —      | —     | —     | 13    | 0     |
| Brøndby            | 2008–09      | Danish Superliga | 28     | 0      | —            | —            | —          | —          | 5      | 1      | —     | —     | 33    | 1     |
| Brøndby            | 2009–10      | Danish Superliga | 12     | 2      | —            | —            | —          | —          | —      | —      | —     | —     | 12    | 2     |
| Brøndby            | 2010–11      | Danish Superliga | 32     | 6      | —            | —            | —          | —          | 6      | 0      | —     | —     | 38    | 6     |
| Brøndby            | Total        | Total            | 85     | 8      | 0            | 0            | 0          | 0          | 11     | 1      | 0     | 0     | 96    | 9     |
| Fredrikstad (loan) | 2009         | Tippeligaen      | 3      | 1      | —            | —            | —          | —          | —      | —      | —     | —     | 3     | 1     |
| Benfica            | 2011–12      | Primeira Liga    | 0      | 0      | —            | —            | —          | —          | —      | —      | —     | —     | 0     | 0     |
| Évian (loan)       | 2011–12      | Ligue 1          | 29     | 4      | 1            | 0            | 1          | 0          | —      | —      | —     | —     | 31    | 4     |
| Évian              | 2012–13      | Ligue 1          | 34     | 2      | 5            | 0            | 0          | 0          | —      | —      | —     | —     | 39    | 2     |
| Évian              | 2013–14      | Ligue 1          | 38     | 9      | 1            | 0            | 3          | 2          | —      | —      | —     | —     | 42    | 11    |
| Évian              | 2014–15      | Ligue 1          | 32     | 8      | 2            | 1            | 1          | 1          | —      | —      | —     | —     | 35    | 10    |
| Évian              | Total        | Total            | 104    | 19     | 8            | 1            | 4          | 3          | 0      | 0      | 0     | 0     | 116   | 23    |
| Celta Vigo         | 2015–16      | La Liga          | 36     | 2      | 7            | 1            | —          | —          | —      | —      | —     | —     | 43    | 3     |
| Celta Vigo         | 2016–17      | La Liga          | 32     | 3      | 8            | 2            | —          | —          | 14     | 2      | —     | —     | 54    | 7     |
| Celta Vigo         | 2017–18      | La Liga          | 35     | 4      | 4            | 0            | —          | —          | —      | —      | —     | —     | 39    | 4     |
| Celta Vigo         | Total        | Total            | 103    | 9      | 19           | 3            | 0          | 0          | 14     | 2      | 0     | 0     | 136   | 14    |
| Valencia           | 2018–19      | La Liga          | 32     | 1      | 8            | 0            | —          | —          | 10     | 1      | —     | —     | 50    | 2     |
| Valencia           | 2019–20      | La Liga          | 35     | 1      | 1            | 0            | —          | —          | 8      | 1      | 1     | 0     | 45    | 2     |
| Valencia           | 2020–21      | La Liga          | 35     | 4      | 1            | 0            | —          | —          | —      | —      | —     | —     | 36    | 4     |
| Valencia           | 2021–22      | La Liga          | 19     | 1      | 2            | 0            | —          | —          | —      | —      | —     | —     | 21    | 1     |
| Valencia           | Total        | Total            | 121    | 7      | 12           | 0            | 0          | 0          | 18     | 2      | 1     | 0     | 152   | 9     |
| Atlético Madrid    | 2021–22      | La Liga          | 1      | 0      | 0            | 0            | —          | —          | 0      | 0      | —     | —     | 1     | 0     |
| Brøndby            | 2022–23      | Danish Superliga | 3      | 0      | 0            | 0            | —          | —          | 0      | 0      | —     | —     | 3     | 0     |
| Career total       | Career total | Career total     | 439    | 48     | 40           | 4            | 5          | 3          | 43     | 5      | 1     | 0     | 538   | 60    |

1. 1 2 3  Appearance(s) in UEFA Europa League
2. ↑  Seven appearances and one goal in UEFA Europa League, three appearances in UEFA Champions League
3. ↑  Appearance(s) in UEFA Champions League
4. ↑  Appearance(s) in Supercopa de España

### Quốc tế
Tính đến ngày 22 tháng 9 năm 2022
| Đội tuyển quốc gia | Năm  | Trận | Bàn |
| ------------------ | ---- | ---- | --- |
| Đan Mạch           | 2011 | 4    | 0   |
| Đan Mạch           | 2012 | 5    | 0   |
| Đan Mạch           | 2013 | 1    | 0   |
| Đan Mạch           | 2014 | 1    | 0   |
| Đan Mạch           | 2015 | 3    | 0   |
| Đan Mạch           | 2016 | 2    | 0   |
| Đan Mạch           | 2017 | 0    | 0   |
| Đan Mạch           | 2018 | 0    | 0   |
| Đan Mạch           | 2019 | 4    | 0   |
| Đan Mạch           | 2020 | 6    | 0   |
| Đan Mạch           | 2021 | 15   | 1   |
| Đan Mạch           | 2022 | 3    | 0   |
| Tổng               | Tổng | 44   | 1   |

Bàn thắng và kết quả của Đan Mạch được để trước.
| # | Ngày               | Địa điểm                                  | Đối thủ  | Bàn thắng | Kết quả | Giải đấu                 |
| - | ------------------ | ----------------------------------------- | -------- | --------- | ------- | ------------------------ |
| 1 | 1 tháng 9 năm 2021 | Sân vận động Parken, Copenhagen, Đan Mạch | Scotland | 1–0       | 2–0     | Vòng loại World Cup 2022 |

## Danh hiệu
Valencia
- Cúp Nhà vua Tây Ban Nha: 2018–19[5]